# Saison 4 de Sanctuary
Chronologie
Saison 3
Cet article présente les treize épisodes de la quatrième saison de la série télévisée canadienne Sanctuary.

## Synopsis
Après avoir arrêté les tentatives dévastatrices d'Adam Worth, l'équipe est confrontée a un nouveau problème.
Praxix ayant été complètement détruite, des vagues de phénomènes remontèrent à la surface. En plus de ce problème, le Sanctuaire est confronté à d'innombrables défilages du gouvernement et de Lotus. La Terre risque bientôt de subir une invasion de phénomènes venant de la Terre Creuse. Ils vont être encore plus surpris par le changement de camp de Nikola Tesla, qui reprendra ses esprits pour aider les trois derniers Sanctuaires non vendus à accomplir leur mission. Mais après avoir voulu lier une alliance avec un groupe de phénomènes afin que les deux races soient en confiance, Magnus se rendra vite compte que son choix va la placer dans une affreuse posture, à cause d'une toxine que les insurgés voulurent déverser dans l'air pour que tous les humains deviennent des phénomènes, et qui va peut être lui faire perdre le rôle de chef du réseau des Sanctuaires et qui va la mener à la perte de son propre Sanctuaire.

## Distribution

### Acteurs principaux
- Amanda Tapping : Dr Helen Magnus
- Robin Dunne : Dr Will Zimmerman
- Ryan Robbins : Henry Foss
- Christopher Heyerdahl : Bigfoot / John Druitt

### Acteurs récurrents
- Agam Darshi : Kate Freelander
- Jonathon Young : Nikola Tesla
- Ian Tracey : Adam Worth
- Pascale Hutton : Abby Corrigan
- Françoise Yip : Dr. Lilian Lee
- Jody Thompson : Fallon
- Pauline Egan : Erika
- Peter Wingfield : James Watson
- David Milchard : Garris

## Diffusions
Au Canada et aux États-Unis, la saison est diffusée simultanément.

## Liste des épisodes

### Épisode 1:Voyage dans le temps
- États-Unis /  Canada : 7 octobre 2011 sur Syfy[2] / Space
- Québec : 20 août 2012 sur Ztélé[3],[4]
- France : 25 septembre 2012 sur Syfy Universal France[5],[6]

- États-Unis : 1,38 million de téléspectateurs[7] (première diffusion)

### Épisode 2:L'Insurrection
- États-Unis /  Canada : 14 octobre 2011 sur Syfy / Space
- Québec : 27 août 2012 sur Ztélé[4]
- France : 25 septembre 2012 sur Syfy Universal France[6]

- États-Unis : 1,323 million de téléspectateurs[8] (première diffusion)

### Épisode 3:Les Incorruptibles
- États-Unis /  Canada : 21 octobre 2011 sur Syfy / Space
- Québec : 3 septembre 2012 sur Ztélé[4]
- France : 25 septembre 2012 sur Syfy Universal France[6]

- États-Unis : 1,466 million de téléspectateurs[9] (première diffusion)

### Épisode 4:La Saison des moussons
- États-Unis /  Canada : 28 octobre 2011 sur Syfy / Space
- Québec : 10 septembre 2012 sur Ztélé[4]
- France : 2 octobre 2012 sur Syfy Universal France[6]

- États-Unis : 1,201 million de téléspectateurs[10] (première diffusion)

### Épisode 5:Changement de camp
- États-Unis /  Canada : 4 novembre 2011 sur Syfy / Space
- Québec : 17 septembre 2012 sur Ztélé[4]
- France : 2 octobre 2012 sur Syfy Universal France[6]

- États-Unis : 1,258 million de téléspectateurs[11] (première diffusion)

### Épisode 6:Les Liens du cœur
- États-Unis /  Canada : 11 novembre 2011 sur Syfy / Space
- Québec : 24 septembre 2012 sur Ztélé[4]
- France : 9 octobre 2012 sur Syfy Universal France[6]

- États-Unis : 1,319 million de téléspectateurs[12] (première diffusion)

### Épisode 7:Le Brise-glace
- États-Unis /  Canada : 18 novembre 2011 sur Syfy / Space
- Québec : 1er octobre 2012 sur Ztélé[4]
- France : 9 octobre 2012 sur Syfy Universal France[6]

- États-Unis : 1,203 million de téléspectateurs[13] (première diffusion)

### Épisode 8:Rhapsodie
- États-Unis /  Canada : 25 novembre 2011 sur Syfy / Space
- Québec : 8 octobre 2012 sur Ztélé[4]
- France : 16 octobre 2012 sur Syfy Universal France[6]

- États-Unis : 1,108 million de téléspectateurs[14] (première diffusion)

### Épisode 9:Réalité virtuelle
- États-Unis /  Canada : 29 novembre 2011 sur Syfy / Space
- Québec : 15 octobre 2012 sur Ztélé[4]
- France : 16 octobre 2012 sur Syfy Universal France[6]

- États-Unis : 955 000 téléspectateurs[15] (première diffusion)

### Épisode 10:Acolyte
- États-Unis /  Canada : 9 décembre 2011 sur Syfy / Space
- Québec : 22 octobre 2012 sur Ztélé[4]
- France : 23 octobre 2012 sur Syfy Universal France[6]

- États-Unis : 1,505 million de téléspectateurs[16] (première diffusion)

### Épisode 11:Les Profondeurs
- États-Unis /  Canada : 16 décembre 2011 sur Syfy / Space
- France : 23 octobre 2012 sur Syfy Universal France[6]
- Québec : 29 octobre 2012 sur Ztélé[4]

- États-Unis : 1,281 million de téléspectateurs[17] (première diffusion)

### Épisode 12:La Patrie, première partie
- États-Unis /  Canada : 23 décembre 2011 sur Syfy / Space
- France : 30 octobre 2012 sur Syfy Universal France[6]
- Québec : 5 novembre 2012 sur Ztélé

- États-Unis : 1,115 million de téléspectateurs[18] (première diffusion)

### Épisode 13:La Patrie, deuxième partie
- États-Unis /  Canada : 30 décembre 2011 sur Syfy / Space
- France : 30 octobre 2012 sur Syfy Universal France[6]
- Québec : 12 novembre 2012 sur Ztélé

- États-Unis : 1,288 million de téléspectateurs[19] (première diffusion)

Will est engagé par le SCIU et a pour première mission d'arrêter Helen. Il découvre qu'elle l'a banni du Sanctuaire. Lors de ses recherches, Will comprend de mieux en mieux que tout ceci avait été manigancé par Magnus pendant ses 113 ans d'isolement.
De son côté, Caleb essaye d'en profiter pour réveiller les gênes latents dans l'ADN des humains et attaque le Sanctuaire. Helen, juste après avoir donné un baiser à Tesla, affronte son ennemi et le Sanctuaire prend feu alors qu'elle est encore à l'intérieur…